# Ханан Ашрави
Ханан Давуд Халил Ашрави (арап. حنان داوود خليل عشراوي, рођена 8. октобра 1946. године) палестинска је активисткиња, правница и научница. Била је штићеница, а касније и колегиница и блиска пријатељица Едварда Саида. Ашрави је била важан лидер током прве интифаде, обављајући дужности званичног портпарола палестинске делегације у мировном процесу на Блиском истоку и била је више пута изабрана за чланицу Палестинског законодавног савета. Ашрави је чланица странке палестинског премијера Салама Фајада, Трећи пут. Она је прва жена изабрана за Палестински национални савет.
Ашрави служи у Саветодавном одбору неколико међународних и локалних организација укључујући Светску банку Блиског истока и Северне Африке (МЕНА), Истраживачки институт Уједињених нација за друштвени развој (УНРИСД) и Међународни савет за људска права.
Завршила је основне и мастер студије књижевности на Одсеку за енглески језик на Америчком универзитету у Бејруту. Ашрави је такође одбранила и докторат на тему Средњовековне и компаративне књижевности на Универзитету у Вирџинији.

## Детињство
Ханан Ашрави је рођена 8. октобра 1946. године у хришћанској палестинској породици у граду Наблусу, Палестини под британским мандатом, који сада припада Западној обали. Њен отац, Давуд Михаил, био је лекар и један од оснивача Палестинске ослободилачке организације, а њена мајка, Вадија Асад Михаил, била је офталмолошка медицинска сестра.

## Образовање и Палестински рат 1948
Породица Ашрави живела је у Наблусу до Палестинског рата 1948. године. Године 1948. породица Михаил побегла је у Аман, Јордан, у страху од рата. У почетку је отац, Давуд Михаил, остао у држави која је постала Израел, али се касније придружио својој породици у Јордану.
Године 1950, цела породица се населила у Рамали, која је у то време била део Западне обале коју је анексирао Јордан. Овде је похађала Женску школу Рамале. Била је инспирисана активизмом свог оца који је промовисао већу улогу жена у друштву и више пута је био затваран од стране јорданских власти због својих активности при Арапској националистичкој социјалистичкој партији и Палестинској ослободилачкој организацији (ПЛО). Завршила је основне и мастер студије књижевности на Одсеку за енглески језик на Америчком универзитету у Бејруту. 
Током својих студија књижевности на Америчком универзитету у Бејруту, Ханан се забављала са Питером Џенингсом из ABC News-а, који је тамо обављао дужности шефа бироа за Бејрут. Када је избио Шестодневни рат 1967. године, Ашрави је као 22-годишњи студент у Либану проглашена за дезертера од стране Израела и одбијен јој је поновни улазак на Западну обалу. Следећих шест година, Ашрави је путовала и завршила своје докторске студије на тему Средњовековне и компаративне књижевности на Универзитету у Вирџинији. Ханан Ашрави је коначно дозвољено да се поново придружи својој породици 1973. године у склопу плана о породичној реунификацији.

## Приватни живот
Дана 8. августа 1975. удала се за Емила Ашравија (рођеног 1951. године), хришћанског Јерусалимљанина који је сада фотограф и позоришни редитељ. Заједно имају две ћерке, Амал (рођена 1977) и Зеину (рођена 1981).
Ашрави је 28. јуна 2008. примила почасни докторат на Америчком универзитету у Бејруту, у склопу церемоније доделе награде која се поклапа са 139. годишњицом универзитета. Она је уједно и члан Одбора повереника Института за Палестинске студије. Ашрави има и почасне дипломе са Ерлхам Колеџа и Смит Колеџа.
Асхрави је страствени заговорник људских права и многих родних питања. Добитница је многобројних међународних награда за мир, људска права и демократију, као што су награда Олоф Палме, награда Банилац Демократије, међународна награда за женско лидерство Џејн Адамс, признање Алумна награде женског центра Универзитета у Вирџинији, награда за животно дело АУБ Алумни и Махатма Ганди Међународна награда за мир и помирење.
Дана 26. септембра 2009. године, у интервјуу у емисији код Риза Кана „Један на један” на енглеској верзији Ал-Џазире, Ашрави је дефинисала своју тренутну улогу на следећи начин: „Ја себе у основи видим као људско биће са вишедимензионалном мисијом. У бити ја сам Палестинка, ја сам жена, ја сам активисткиња и хуманисткиња, више него политичарка, а истовремено осећам да се често ствари усмеравају ка нама, а не долазе као резултат мирног и свесног избора.”

## Политика и активизам
Док је студирала у Бејруту и није могла да се врати на Западну обалу, она је постала гласноговорница Генералне уније палестинских студената у Либану, помогла је организовање женских револуционарних група и служила као водич за стране новинаре који су посећивали избегличке кампове.
Ашрави се вратила на Западну обалу у склопу плана о породичној реунификацији 1973. године и основала је Одсек за енглески језик на Универзитету Бирцајт. Била је шефица одељења од 1973. до 1978. године, и поново од 1981. до 1984. године; а од 1986. до 1990. године служила је као декан Факултета уметности. Она је до 1995. године била члан факултета Универзитета Бирцајт, објављујући бројне песме, кратке приче, радове и чланке о палестинској култури, књижевности и политици.
Политички активизам Ханан Ашрави на палестинским територијама почео је заједно са њеном академском каријером у Бирцајту. Године 1974. основала је Одбор за правну помоћ Универзитета Бирцајт и Пројекат акције за људска права. Њено политичко залагање је 1988. године током прве Интифаде узело маха, када се придружила Политичком комитету Интифаде, где је служила у Дипломатском комитету до 1993. године. Од 1991. до 1993. служила је као званични портпарол Палестинске делегације у мировном процесу на Блиском истоку и била је чланица Одбора за лидерство, као и чланица Извршног одбора делегације.
Од 1993. до 1995. године, потписивањем Споразума у Ослу од стране Јасера Арафата и Јицака Рабина, основана је палестинска самоуправа, а Ашрави је предводио Припремни одбор Палестинске независне комисије за права грађана у Јерусалиму. Ашрави је служила још од 1996. године као изабрани члан палестинског законодавног већа у области Јерусалима.
Године 1996. Ханан Ашрави је постављена за палестинског министра високог образовања и истраживања, али је 1998. поднела оставку у знак протеста против политичке корупције, посебно због Арафатових одлука о мировним преговорима.
Године 1998, оснива МИФТАХ - палестинску иницијативу за промоцију глобалног дијалога и демократије, иницијативу која ради на поштовању људских права Палестинаца, демократије и мира.
У новембру 2004, Ашрави је одржала предавање под називом „Концепт, контекст и процес у мировном процесу: палестинско-израелско искуство” на Универзитету у Сан Дијегу, Џоана Б. Кроц Институт за мир и правду.
У априлу 2007, Ашрави је посетила Палестински центар у Вашингтону и одржала предавање под називом „Палестина и мир: изазови пред нама”.
У јулу 2011. године представљала је палестински народ на састанку са канадским министром спољних послова Џоном Бердом и убедила га да посети палестинске територије.

## Објављена дела
- Anthology of Palestinian Literature (ed). (Антологија палестинске књижевности)
- The Modern Palestinian Short Story: An Introduction to Practical Criticism (Модерна палестинска кратка прича: Увод у паралелни критицизам)
- Contemporary Palestinian Literature under Occupation (Савремена палестинска књижевност под окуппацијом)
- Contemporary Palestinian Poetry and Fiction (Савремена палестинска поезија и фикција)
- Literary Translation: Theory and Practice (Књижевно превођење: теорија и пракса)
- This Side of Peace: A Personal Account  0-684-80294-5 (Ова страна мира: Лични поглед)